# 장한솔
장한솔은 《디지몬 어드벤처》에 등장하는 등장인물으로, 원판 이름은 이즈미 코시로(泉光子郞) 

## 프로필
일본판 이름: 이즈미 코시로 (泉光子郞)
목소리 연기: 텐진 우미, 타무라 무츠미(tri, 라스트 에볼루션 인연), 코바야시 유미코(:) / 안경진, 임윤선(라스트 에볼루션 인연)
색깔: ■ 보라
여의초등학교 4학년으로 1989년생. 10살. 트라이에서는 16살. 친구 디지몬은 텐토몬으로 지식의 문장의 소유자. 이미지는 흙.
신태일, 한소라와 함께 축구부 소속. 동급생인 미나와 비교해서 거의 머리 하나 크기의 차이가 나는 작은 체구. 성격은 지적이며 이론파. 집중력이 대단해 뭔가에 빠지면 옆에서 뭐라해도 들리지 않는다. 그때문에 미나가 울거나 화낸 적이 있다. 현실세계에서 가지고 온 것은 파인애플 마크가 새겨진 노트북, 휴대폰, 디지털 카메라, 헤드폰.
언제나 디지털 월드의 수수께끼를 연구하고, 행동방침을 정해주기 때문에 태일이가 매우 신뢰하고 있다.
지금의 부모가 친부모가 아니라는 사실을 알고난 뒤로 사람을 사귀는게 서툴어져 버렸다. 때문에 컴퓨터를 하며 현실을 회피하려고 하였지만 후에 부모님과 화해한다.
소설판에서는 모험이 끝난 후에 컴퓨터부를 만들었다. 일부 문헌에서는 초대부장이라고 쓰여 있지만, 드라마CD 「2년 반의 휴가」에서는 2001년부터 부장이 되었다고 나와, 그 이전에 다른 누군가가 부장을 하고 있었을 가능성이 높다. 왜 부장이 아니었는지는 아마 한솔이가 4학년밖에 안 되었기 때문일 것이다.